# رادیو تهران

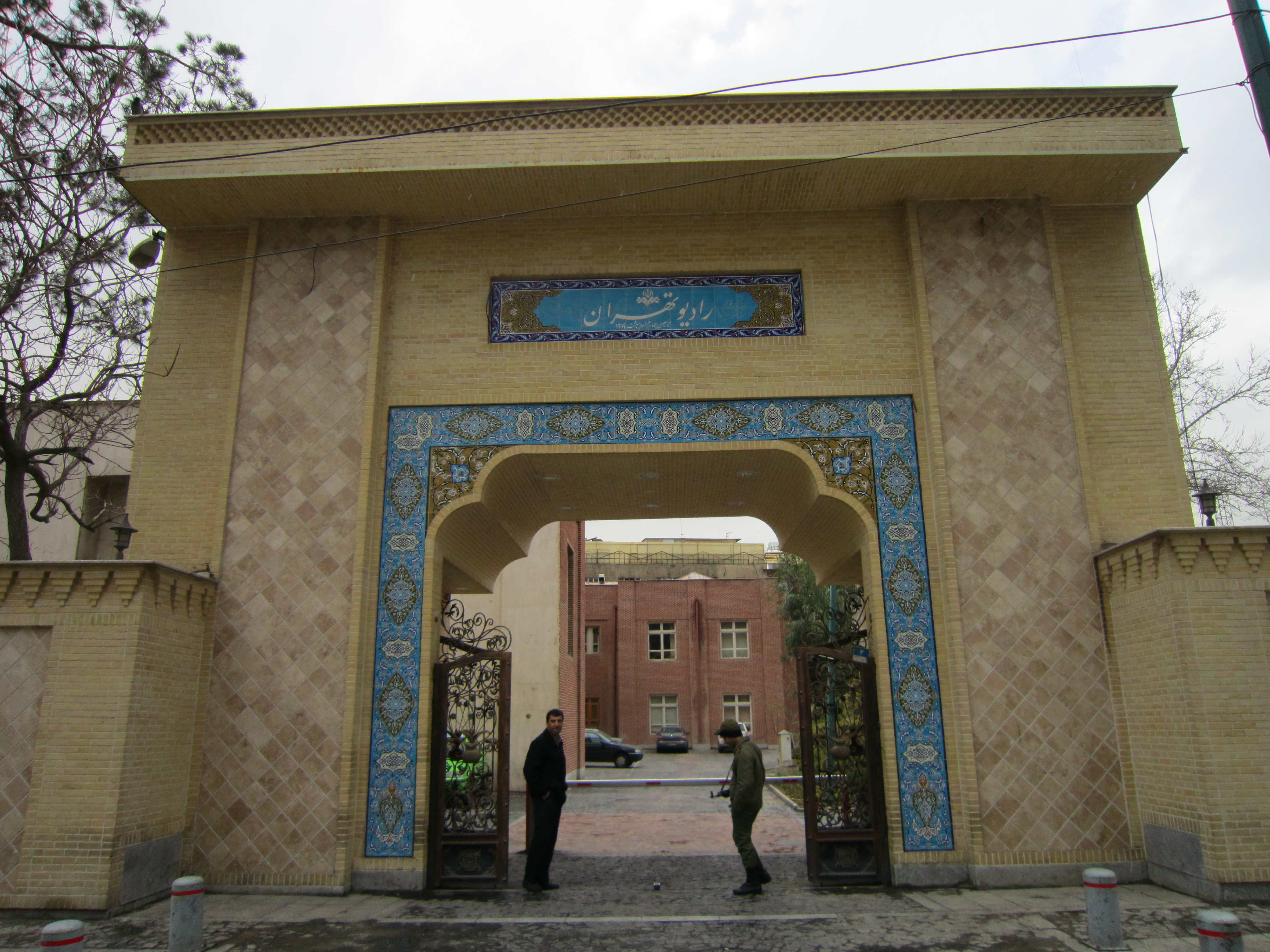
سردر رادیو تهران

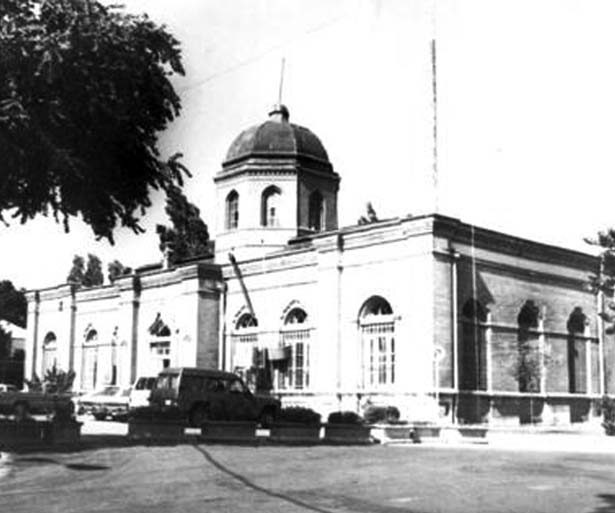
ایستگاه رادیو تهران در دهه ۱۹۴۰

رادیو تهران شبکه رادیویی متعلق به سازمان صداوسیمای جمهوری اسلامی ایران است که ویژه مردم استان تهران برنامه پخش می‌کند.

## پیشینه
در سال ۱۳۰۳ (۱۹۲۴)، در وزارت جنگ مقدمات استفاده از بی‌سیم فراهم شد. در سال ۱۳۰۵ بی‌سیم به ایران وارد شد. از سال ۱۳۱۱ مؤسسات بی‌سیم توسعه پیدا کردند، که در نهایت به ایجاد رادیو منتهی شد. هیئت وزیران، روز ۲ مهر ۱۳۱۳ استفاده از رادیو را تصویب کرد و مقرراتی وضع شد که برای نصب آنتن و استفاده از رادیو اجازهٔ وزارت پست و تلگراف و تلفن لازم بود. در سال ۱۳۱۶ مقدمات ایجاد مرکز رادیو به‌وسیلهٔ وزارت پست و تلگراف و تلفن فراهم و به‌دنبال این اقدام در سال ۱۳۱۷ سازمان پرورش افکار تأسیس شد. این سازمان دارای کمیسیون‌های مطبوعات، کیت کلاسیک، سخنرانی، نمایش‌های رادیویی و موسیقی بود. در ۴ اردیبهشت ۱۳۱۹ اولین فرستندهٔ رادیویی در ایران در محل بی‌سیم در جاده قدیم شمیران افتتاح شد. از سال ۱۳۱۹ رادیو تهران در ۲۴ ساعت فقط ۸ ساعت برنامه اجرا می‌کرد که شامل اخبار، موسیقی ایرانی، و گفتارهای مذهبی، فرهنگی، جغرافیایی و تاریخی بود. در سال ۱۳۲۲ رادیو تهران بخش دیگری به تعداد بخش‌های قبلی خود افزود و صبح‌ها نیز برنامهٔ آن سه ساعت افزایش یافت. در سال ۱۳۲۴ برای روزهای تعطیل نیز برنامه‌هایی مدون پخش می‌شد.

### توسعه
در آغاز پایه‌گذاری، رادیو تهران دارای دو فرستنده یکی برای موج متوسط و دیگری برای موج‌کوتاه بود، برای پخش برنامه‌های خود از یک استودیو در محل اداره بی‌سیم استفاده می‌کرد. در سال ۱۳۲۷ یک فرستنده در اختیار رادیو قرار گرفت و یک استودیوی کوچک در میدان ارگ برای پخش اخبار ساخته شد. در سال ۱۳۳۶ نام «رادیو تهران» به «رادیو ایران» تبدیل و بعدها در جنب رادیو ایران فرستنده دومی به نام رادیو تهران نیز مشغول به کار گردید که در آغاز امر تنها موسیقی از آن پخش می‌شد.
اما در سال ۱۳۷۲ رادیو تهران به عنوان گروه استانی و از ۱۲ آبان ۱۳۷۳ به عنوان یک ایستگاه رادیویی مستقل و به عنوان شبکه رادیویی تهران برای پایتخت ایران (تهران) شکل گرفت که تاکنون به کار خود ادامه می‌دهد.
پخش برنامه‌های رادیو تهران از ۱۳ مرداد ۱۳۷۵ مقارن با ۱۷ ربیع الاول، به صورت ۲۴ ساعته می‌باشد.

### مدیران پیشین رادیو تهران
از آغاز به کار در سال ۱۳۷۲:
- حسن خجسته باقرزاده
- محمدحسین حرمی
- اسفندیار رحیم‌مشایی
- شهرام گیل آبادی
- سکینه احمدی
- محمد جهانی
- شهریار ضیاآذری
- سعید معدن‌کن
- حمیدرضا صحراگرد

### اهداف و تشکیلات رادیو
اداره رادیو در بدو تأسیس به اداره کل انتشارات و تبلیغات به مدیریت دکتر عیسی صدیق اعلم، استاد دانشگاه واگذار شد. اهداف و وظایف این اداره عبارت بودند از:
- تعیین سیاست و خط مشی رادیو
- توسعه فرهنگ عمومی و آشنا کردن مردم به‌اصول زندگی نوین
- توجه به وحدت ملی، مبانی ملیت و حفظ استقلال
- شرح تحولات کشور
- رعایت کامل سیاست دولت در انتشار اخبار
- تأسیس مدرسه برای تربیت خطیب، قصه‌گو، شاهنامه‌خوان
- نصب رادیو و بلندگوی عمومی در مرکز شهر
- تأسیس مدرسه هنرپیشگی

### اولین کلام و گوینده در رادیو
«اینجا تهران است، صدای ایران». این اولین جمله‌ای بود که هفتاد و اندی سال پیش، کسانی که در میدان توپخانه برای شنیدن صدای جعبه جادویی گرد آمده بودند، شنیدند. گوینده این کلام خانم قدسی رهبری بود. پیش از این، اما نخستین آزمایش رادیو در حدود سال ۱۹۱۳ میلادی به وسیله «لی دو فورست» در آمریکا صورت پذیرفت. در ایران هم با توجه به اینکه توسعه بی‌سیم همواره مورد توجه مسوولان بوده، در سال ۱۳۱۶ خورشیدی وزارت پست و تلگراف و تلفن زمینه ایجاد مرکز رادیو را فراهم ساخت. در زمانی کوتاه، تعدادی پست‌های فرستنده موج کوتاه و متوسط فرانسوی به‌منظور تلگراف و اقدامات مخابرات بی‌سیم خریداری و نصب شدند و کمی بعدتر ساختمان بنای مورد نیاز رادیو هم توسط یک شرکت پیمانکار فرانسوی در اراضی قصر قاجار، یعنی کنار بنای کلاه فرنگی ساخته و آماده شد.

### اولین شاغلان رادیو
این افراد از میان فرهنگیان و هنرمندان شایسته و باذوق انتخاب و از سایر وزارتخانه‌ها به ادارهٔ کل انتشارات و تبلیغات منتقل شدند.
محمد حجازی، ملقب به مطیع‌الدوله (نویسنده و داستان‌نویس)، عبدالرحمن فرامرزی (نویسنده و مدیر روزنامهٔ کیهان)، حسینقلی مستعان (داستان‌نویس و مترجم)، ابوالقاسم پاینده (نویسنده)، ابوالقاسم اعتصام‌زاده و مشفق همدانی (مترجم).
برای تعیین خط‌مشی و سیاست رادیو، شورای عالی انتشارات برپا شد که اعضای آن عبارت بودند از: علامه محمد قزوینی، محمدعلی فروغی (ذُکاءالملک)، دکتر قاسم غنی، دکتر علی‌اکبر سیاسی (رئیس دانشگاه تهران) دکتر رضازاده شفق، دکتر محمود افشار و استاد علینقی وزیری.
بخش خبر مسئول تهیه و پخش اخبار رادیو، خبرگزاری پارس بود، که روزگاری آژانس پارس نام داشت و همچنان ساختمان این خبرگزاری در مرکز ۱۵ خرداد رادیو به همین نام وجود دارد. در ابتدای کار، آژانس پارس اخبار روزنامه‌ها را قیچی می‌کرد و به دست گویندگان رادیو می‌داد. اما رفته‌رفته، پس از پنج سال، این آژانس به یک خبرگزاری جدی تبدیل شد که علاوه بر تهیه و پخش اخبار رادیویی، هر روز چهار شماره بولتن صبح و عصر از اخبار ایران و جهان تهیه می‌کرد و به‌رایگان در اختیار روزنامه‌ها قرار می‌داد. گزارش‌های رادیویی نیز یا از طریق فرستندهٔ سیار به‌طور زنده پخش می‌شد یا جریان رویداد، روی نوار، ضبط و در بخش اخبار از رادیو پخش می‌شد. اخبار خارجی از طریق تله‌تایپ (دستگاه خودکار خبرگیری)، که نقش خبرنگار را بازی می‌کرد، دریافت و سپس توسط مترجمان در مدت کوتاهی ترجمه و برای تنظیم خبر رادیویی تحویل سردبیر اخبار می‌شد. پس از تنظیم رادیویی، توسط مسئولان خبرگزاری کنترل و برای پخش به استودیوی رادیو تحویل می‌شد.

### گویندگان اکنون
فربد رحیمی مقدم،آرمان غفاریان، ، الهام شوقی، وحید رونقی، ساحل کریمی،فاطمه نصرآبادی، سینوره کفاش‌طلب، محمدحسین امیدی، سعیده هاشمی سیاوشانی، مهدی مجنونی، سعید بارانی، آوید بزرگی،سید حسین حسینی، یوسف رحیمی، دلارام شکوهی، محمد حسین هاشمی، اشکان آذر ماسوله، محمد میر، 
گویندگان قدیمی
بهروز رضوی، فاطمه نیرومند،محمد صالح‌علا، سعید درویش نژاد، رضا خضرایی، محمد جعفر خسروی، فریورز کیان، الهام صفوی زاده، فاطمه نصرآبادی ،سیما خوش چشم

## گروه‌ها
رادیو تهران در حال حاضر از بخش‌های گوناگون زیر تشکیل یافته‌است:
- گروه ورزش و تفریحات
- گروه دانش و اقتصاد
- گروه فرهنگ، جامعه و سلامت
- گروه تاریخ و معارف

## مدیریت ها
- طرح و برنامه‌ریزی
- فضای مجازی
- تولید و تأمین
- پخش و نظارت
- مالی
- امور اجرایی و برنامه‌های مشارکتی
- روابط عمومی 22652778

## برنامه‌های شاخص
- بیدار باش تهران
- شهرآفتاب
- تهران ما سلامت
- بازار تهران
- تهران من
- از رادیو تهران بپرسید
- تهران ورزشی
- مسابقه ۰۲۱
- سعادت آباد
- تهران میدان شهدا
- پارک پردیسان
- علم بهتر است
- پل مدیریت
- صدای شهر
- مهربانو
- کتاب شب
- من و فرزندم
- خانواده تهرانی
- شش نقطه
- نقطه جوش
- الهیه
- در ساحت حضور
- اختیاریه
- گفتاورد
- باغ فیض
- جمعه جدول خانواده
- جُنگ صبحگاهی
- تهران در شب
- نسیم صبحگاهی